# Retrato de Vicenç Nubiola
El retrato de Vicenç Nubiola es una pintura al óleo realizada por Joan Miró en 1917, y que actualmente forma parte de la colección permanente del Museo Folkwang de Essen (Alemania), desde que lo adquirió en 1966 procedente de la Galerie Wilhelm Großhennig, de Düsseldorf. La compra se realizó con el apoyo del estado de Renania del Norte-Westfalia, el Westdeutsche Rundfunk, e ingresó al museo con el número de registro Inv. G 351. En este museo también se conserva la obra Paysage, realizada entre 1924 y 1925.

## Historia
Vicens Nubiola Cunill, fue hijo de uno de los cofundadores del Cercle de Sant Lluc, Vicens Nubiola Cluet, terrateniente y pintor que expuso en la Exposición Universal de Barcelona de 1888, y, a la vez, nieto de otro cofundador, Lluciá Cunill, amante del arte, que cedió una parte de su trastienda situada en la parte superior de su chocolatería situada en el centro de Barcelona para que el Cercle tuviera su primera sede. Vicens Nubiola Cunill tuvo dos facetas, la profesional como Ingeniero Agrícola, profesor de horticultura y dibujo en la "Escuela Superior de Bellos Oficios", en concreto en la Escola Superior d'Agricultura, dependiente de la Mancomunitat de Catalunya. En esta materia escribió varias publicaciones de carácter agrícola, como por ejemplo "El albaricoquero y el melocotonero", y "Conreus forçats de hortalisses i flors" (1921). Y como tal fue becado por la Mancomunitat de Catalunya en 1918 para una estancia de dos meses en Antibes, Francia. A la vuelta, también realizó proyectos de jardinería. En su vertiente artística realizó dibujos, acuarelas y óleos, retratos y paisajes, e ilustraciones tanto para entidades a la que pertenecía como el Institut Agrícola de Sant Isidre, siendo fundador, presidente y principal exportador del Sindicat Agrícola de Pallejá (1927), como para libros desligados del tema agrícola, entre ellos "Rondalles Meravelloses", de Valeri Serra i Boldú (1924). El único dato cierto es que Miró y Nubiola Cunill se inscribieron el mismo día en el Cercle de Sant Lluc. Anteriormente la pintura fue conocida como "L'homme à la pipe". Diez años después de ser pintado murió el 23 de agosto de 1927, a los 33 años, dejando viuda a Montserrat Campá Huguet y cuatro hijos, Vicens, Francesc, Montserrat y Rosa.
Miró pintó la obra durante el mes de abril de 1917. Poco después, formaría parte de una de sus primeras exposiciones, en las Galeries Dalmau en 1918 de Barcelona (cat. n. 46).
Se da la circunstancia que en el retrato de 1917 Miró lo pinta ataviado de una camisa llamada Garibaldina con la que Joan Miró se autorretata en 1919. Dicho autorretrato fue adquirido por Pablo Picasso y está expuesto en el Museo nacional Picasso de París. 

## Descripción
Se trata de una de las obras de las épocas tempranas del artista, donde experimentaba con una mezcla de donde se encontraban el cubismo y el fovismo. En esta época realizó varios  paisajes y retratos, como el Retrato de Enric Cristòfol Ricart, también de 1917 y actualmente conservado en el Metropolitan Museum of Art de Nueva York. Varios autores comentan que esta obra se podría ver la influencia de artistas como Van Gogh, para que Miró siempre sintió admiración. 
El fondo de la obra está realizado usando formas triangulares, así como arcos isométricos. En la obra se ve a Nubiola Cunill sentado en una silla junto a una mesa donde hay una naturaleza muerta y una maceta con una flor, símbolo de su profesión. El rojo de su camisa de cuello abierto que lleva en este retrato es un indicador de su radicalismo político, en el sentido de catalanista y noucentista. También se pintaría él mismo un autorretrato con una camisa idéntica, obra que fue adquirida por Picasso. El cuadro está firmado Miró en el margen inferior izquierdo.

## Exposiciones en Cataluña
En Cataluña se ha podido ver varias veces, en el Exposición Invitados de Honor, organizada en conmemoración de los 75 años de la inauguración del Museo de Arte de Cataluña que tuvo lugar en el Mnac de Barcelona entre el 2 de diciembre de 2009 y el 11 de abril de 2010, y en la  Fundación Joan Miró con motivo de la exposición Joan Miró y la escala de la evasión, durante el 2011. 